# Bettina Smetanová
Bettina Smetanová, křtěná Barbora Marie, rozená Ferdinandiová (9. listopadu 1840 Černé Budy – 14. prosince 1908 Luhačovice), byla druhá manželka Bedřicha Smetany.

## Život

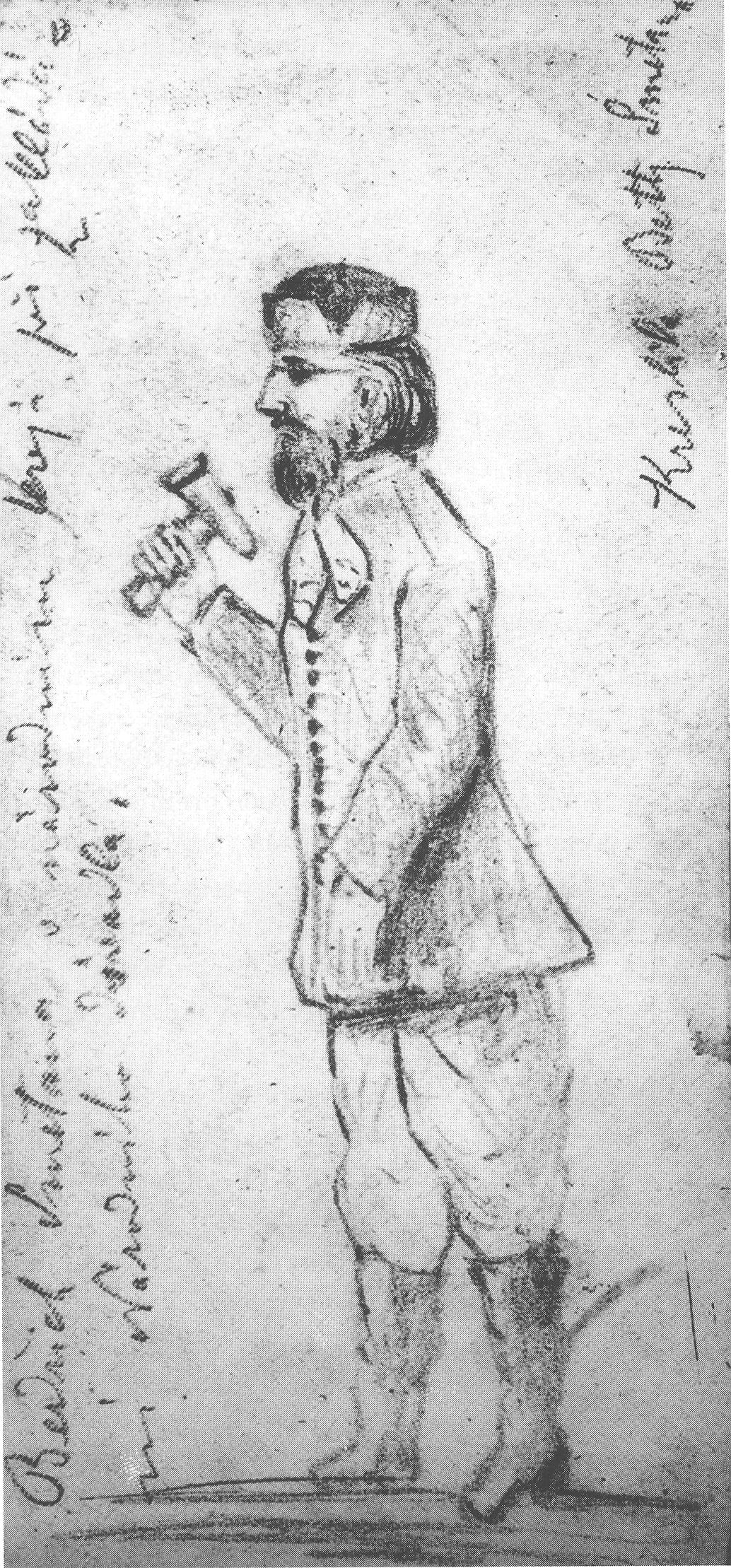
Kresba Bettiny Smetanové: Bedřich Smetana při poklepu na základní kámen k Národnímu divadlu 16. května 1868.

Otec Franz (František) Ferdinandi (1799–1878) byl od roku 1841 správcem panství v Obříství, kde zakoupil 1849 usedlost Lamberk jako rodinné sídlo. S manželkou Barborou, rozenou Pelzovou (1805–1883), měl osm dětí. Nejmladší ze sedmi dcer byla Barbora (Bettina). Ke Smetanovi byla v příbuzenském vztahu již před sňatkem, neboť její sestra Albertina byla manželkou Bedřichova mladšího bratra Karla Smetany. Bedřich Smetana byl vdovec, když se v červenci 1859 setkal s Bettinou, zamiloval se do ní a požádal ji o ruku. Bettina svolila, ale vyžádala si roční odklad. Jejich svatba se konala 10. července 1860 v Obříství. Z manželství se narodily dcery Zdenka (1861–1936, provdaná Heydušková) a Božena (1863–1941, provdaná Grafová).
Bettinin mateřský jazyk byla němčina, zpočátku tak komunikovala i se Smetanou. Teprve po definitivním usazení v Čechách (1862) přešli oba k češtině. Bettina uměla také francouzsky, hrála na klavír, zpívala a malovala. Jejím učitelem byl v 60. letech 19. století malíř Anton Waldhauser. Měla také literární nadání, psala poezii a je autorkou jednoho operního libreta. Smetana pro ni napsal skladby: Bettina polka (JB 1:74), Souvenir de Bohême en forme de polkas, op. 13 (JB 1:77) a Večerní písně (JB 1:116) na slova Vítězslava Hálka.
Zemřela roku 1908 v Luhačovicích, kde byla také na místním hřbitově pohřbena.